# Forstgutsbezirk Sophienwalde
Der Forstgutsbezirk Sophienwalde war ein Gutsbezirk, der von 1905 bis 1928 im Südwesten des Kreises Kolberg-Körlin in der preußischen Provinz Pommern bestand.
Der Forstgutsbezirk wurde im Jahre 1905 aus Flächen gebildet, die sich der Berliner Unternehmer Robert Stock gekauft hatte. Zuvor gehörten die Flächen zu den Gemeinden Sternin, Reselkow, Petershagen und Gervin sowie zu den Gutsbezirken Kölpin B und Grandhof. Ein Teil der Fläche hatte vormals zu der um 1880 aufgelösten Gemeinde Popiel-Seebeck gehört. Im Jahre 1906 wurde der Forstgutsbezirk noch um Flächen aus den Gemeinden Pinnow und Pinnow B erweitert. Der Forstgutsbezirk umfasste (mit Stand 1925) 1739 Hektar Land und zählte 13 Einwohner. 
Den Namen Sophienwalde hatte Robert Stock nach seiner Ehefrau Sophie gewählt. Er wurde auch auf den Wald übertragen, der zuvor der Popiel hieß und nunmehr Sophienwalder Forst genannt wurde. 
Im Jahre 1906 lagen im Forstgutsbezirk Sophienwalde die Wohnplätze Ausbau Pinnow, Forsthaus Eichhof, Forsthaus Johannesthal und Forsthaus Seebeck. Später wurde Sophienwalde als ein Wohnplatz geführt. 
Mit der Auflösung der Gutsbezirke in Preußen im Jahre 1928 wurde auch der Forstgutsbezirk Sophienwalde aufgelöst. Er wurde in die Gemeinde Reselkow eingegliedert. Heute liegt die Fläche in Polen im Gebiet der Gmina Rymań.